# Prêt à tempérament
 (janvier 2013).
Si vous disposez d'ouvrages ou d'articles de référence ou si vous connaissez des sites web de qualité traitant du thème abordé ici, merci de compléter l'article en donnant les références utiles à sa vérifiabilité et en les liant à la section « Notes et références ».
Le prêt à tempérament est un crédit octroyé par les banques ou les organismes de crédit. Une somme d'argent est mise à la disposition du client.

## Caractéristiques habituelles
C'est une forme de crédit à la consommation, parfois utilisée pour regrouper plusieurs crédits.
Le contrat du prêt à tempérament fixe les modalités de remboursement (montant des mensualités, durée du crédit...)
Généralement, il est à la fois facile à obtenir, souple d'utilisation, et cher car les taux d'intérêt et les frais de dossier sont hauts par rapport aux taux du marché. Comme pour tout crédit, il entraîne un risque de surendettement